# Cube (film)
Cube – kanadyjski thriller horror z 1997 roku w reżyserii Vincenzo Natali. Film przedstawia historię grupy osób, która budzi się w sześcianie pełnym śmiertelnych pułapek. Aby przeżyć muszą zacząć ze sobą współpracować.
Cube zyskał rozgłos dzięki surrealistycznemu i kafkowskiemu klimatowi z industrialną koncepcją sześciennych pokoi. Od momentu premiery film zbierał zarówno pozytywne, jak i negatywne recenzje, zyskał miano kultowego. Film zapoczątkował serię filmową, a remake jest obecnie przygotowywany przez wytwórnię Lionsgate.

## Opis fabuły
Policjant, zawodowy złodziej, studentka matematyki, architekt, lekarka i autystyczny chłopak, budzą się wewnątrz przypominającego ogromną kostkę Rubika sześcianu. Żadne z nich nie pamięta jak się tam dostało i nie wie, gdzie się dokładnie znajdują. Nie ma wody, pożywienia ani logicznego wytłumaczenia całej sytuacji. Starają się zbadać sześcian, ale wkrótce odkrywają, że jest to kompleks doskonale równych pomieszczeń, wypełnionych zabójczymi pułapkami i przejściami.
Nikt z nich nie wie, jak i dlaczego został uwięziony, każdy z sześciorga uwięzionych posiada umiejętności, które mogą im dopomóc w ucieczce. W obliczu rosnącego zagrożenia narastają pomiędzy nimi osobiste konflikty i walka o władzę.

## Obsada
- Quentin – Maurice Dean Wint
- Leaven – Nicole de Boer
- Holloway – Nicky Guadagni
- Worth – David Hewlett
- Kazan – Andrew Miller
- Wayne – Wayne Robson
- Alderson – Julian Richings – nie spotyka się z resztą grupy, ginie jeszcze przed czołówką.

## Ekipa
- Reżyseria – Vincenzo Natali
- Scenariusz – Andre Bijelic, Vincenzo Natali, Graeme Manson
- Zdjęcia – Derek Rogers
- Muzyka – Mark Korven
- Scenografia – Jasna Stefanovic
- Montaż – John Sanders
- Kostiumy – Theoni V. Aldredge
- Animacja – C.O.R.E. Digital Pictures
- Efekty cyfrowe – C.O.R.E. Digital Pictures
- Charakteryzacja – Caligari Studio
- Efekty cyfrowe – Caligari Studio
- Producent wykonawczy – Colin Brunton
- Produkcja – Mehra Meh, Betty Orr

## Nagrody
- 1999 – Vincenzo Natali, Srebrny Kruk (Silver Raven) na Brussels International Festival of Fantasy Film
- 1999 – Derek Rogers, CSC Award za Best Cinematography in Theatrical Feature, przez Canadian Society of Cinematographers Awards
- 1999 – Vincenzo Natali, Jury's Choice Award na Puchon International Fantastic Film Festival
- 1999 – Vincenzo Natali, Gérardmer Film Festival
- 1999 – Audience Jury Award, International Fantasy Film Award, na Fantasporto Festival Internacional de Cinema do Porto
- 1998 – Vincenzo Natali, Best Film na Catalonian International Film Festival, Sitges, Spain
- 1998 – Vincenzo Natali, André Bijelic, Graeme Manson, Best Screenplay na Catalonian International Film Festival, Sitges, Spain
- 1997 – Vincenzo Natali, Best Canadian First Feature Film na Festiwal Filmowy w Toronto
- 1997 – Vincenzo Natali, Best Ontario Feature na Sudbury Cinéfest
- 1999 (nominacja) – Saturn Academy of Science Fiction, Fantasy & Horror Films, USA
- 1999 (nominacja) – Genie Awards

## Produkcja
- Film jest tak niezwykły dzięki temu, że cały został nakręcony w jednym sześcianie – mówił autor zdjęć Derek Rogers. Wzięliśmy coś rzeczywiście małego i dzięki umiejętnemu filmowaniu powiększyliśmy to do olbrzymich rozmiarów". Ponieważ aktorzy mogli wchodzić i wychodzić tylko przez jedne drzwi, kręcenie filmu wymagało od nas niezłej gimnastyki. Najlepsze w tym wszystkim jest to, że widzowie będą oglądać ten film i nie wpadną na to, że wszystko zostało zrealizowane w tych samych dekoracjach – mówił reżyser filmu Vincenzo Natali[7].
- Aby okazać wsparcie przemysłowi filmowemu w Toronto firma od efektów specjalnych C.O.R.E. dokonała obróbki komputerowej filmu za darmo.
- Film nakręcono w niecały miesiąc w opuszczonym magazynie znajdującym się w przemysłowej części Toronto (Wallace Avenue Studios). Wszystkie efekty specjalne przygotowano na komputerach pożyczonych (za darmo) od pewnej firmy reklamowej, której spodobał się pomysł filmu. W całości nakręcono go przy użyciu kamer ręcznych.